# Catamount Stadium
Catamount Stadium était un circuit de course automobile ovale de type stock-car située à Milton, Vermont (États-Unis). D'une longueur de 1/3 de mile (0,536 km), il fut en opération de 1965 à 1987. 
Située à environ 30 minutes de la frontière canadienne et environ 1h30 de Montréal, il était très populaire auprès des pilotes et amateurs québécois qui s'y rendaient nombreux. Parmi les pilotes québécois à s'y être illustré, on note Jean-Paul Cabana qui eut l'insigne honneur de remporter la première course disputée à Catamount Stadium en 1965 et la toute dernière en 1987, Claude Aubin, champion de la catégorie Late Model Sportsman en 1975 et Langis Caron, champion  en 1976.

## Vainqueurs ACT Pro Stock Tour
- 13 avril 1986 Stub Fadden
- 17 mai 1986 Robbie Crouch
- 8 juin 1986 Chuck Brown
- 5 juillet 1986 Kevin Lepage
- 6 septembre 1986 Robbie Crouch
- 21 septembre 1986 Jamie Aube
- 26 avril 1987 Paul Richardson
- 4 juillet 1987 Claude Leclerc
- 8 août 1987 Robbie Crouch
- 27 septembre 1987 Jean-Paul Cabana